# Rola Hussein
Pour les articles homonymes, voir Hussein.
Rola Hussein (en arabe : رولا حسين), née le 4 janvier 2002, est une nageuse égyptienne.

## Carrière
Aux Jeux africains de 2019 à Casablanca, Rola Hussein est médaillée d'argent du relais 4 x 100 mètres quatre nages et du relais 4 x 100 mètres quatre nages mixte ; elle est également quatrième de la finale du 100 mètres dos.